# Miguxês
Miguxês, também conhecido em Portugal como pitês, pita talk ou pita script, é o nome popular de um socioleto da língua portuguesa, utilizado comumente por adolescentes brasileiros e portugueses na Internet e outros meios eletrônicos, como mensagens escritas de telefone celular. Seu nome deriva de miguxo, corruptela de amiguxo, por sua vez um termo utilizado para "amiguinho". Este socioleto traz possíveis simplificações nas estruturas gramaticais dos adolescentes, já que os veículos onde são usados muitas vezes são coloquiais, ligeiros e muitas vezes delimitado o espaço. Muitas vezes são demonstradas certas expressões para alterar o sentido da frase: "...hmm, tá."(o hm representado que a pessoa está ponderando ou dramatizando a frase)
Há diferenças entre os chamados miguxês, internetês e leet , todos outros socioletos do ambiente de redes digitais. 
Basicamente, a opção por cada categoria depende da intenção do usuário. Enquanto que o internetês tem um propósito prático de comunicar-se com rapidez por meio de abreviações (formando muitas vezes uma linguagem quase taquigráfica), o miguxês carrega em si uma intenção afetiva, seja para expressar uma linguagem infantilizada numa conversação entre amigos ou mesmo satirizar este mesmo estilo de comunicação.

## Ortografia
Embora as características ortográficas variem de pessoa para pessoa e de região para região, há determinadas características encontradas frequentemente, como:
- Substituição de s e c por x, simulando a palatalização da fala infantil: você, vocês> vuxeh vuxeix;
- Omissão de diacríticos, ou sua substituição, em alguns casos, pela letra h (acento agudo) ou n/m (til): será, árvore, não> serah, arvore, nawn/naum
- Substituição de i por ee, por influência da língua inglesa: gatinha> gateenha;
- Substituição de o ou e por u e i, em especialmente em sílabas não-tônicas: quero > keru.
- Substituição do dígrafo qu e da letra c por k, e de u não-silábico por w: quem, escreveu > kem, ixkrevew.